# Keegan (nome)
Keegan  è un nome proprio di persona inglese e irlandese maschile.

## Varianti
- Maschili: Egan[2]

## Origine e diffusione
Riprende il cognome irlandese Keegan, forma anglicizzata del gaelico Mac Aodhagáin, che vuol dire "discendente di Aodhagán", "figlio di Aodhagán" (Aodhagán è un doppio diminutivo di Aodh).

## Onomastico
Il nome è adespota, cioè non è portato da alcun santo, quindi l'onomastico ricade il 1º novembre ad Ognissanti.

## Persone
- Keegan Allen, attore e cantante statunitense
- Keegan Bradley, golfista statunitense
- Keegan de Lancie, attore statunitense
- Keegan Joyce, attore australiano
- Keegan Messing, pattinatore canadese
- Keegan Murray, cestista statunitense
- Keegan Rosenberry, calciatore statunitense